# Fábiánsebestyén
Fábiánsebestyén ist eine ungarische Gemeinde im Kreis Szentes im Komitat Csongrád-Csanád. Sie hat 1883 Einwohner (2021) und das Gemeindegebiet beträgt 71,73 km².

## Geografische Lage
Fábiánsebestyén liegt 52 Kilometer nordöstlich des Komitatssitzes Szeged und 15 Kilometer östlich der Kreisstadt Szentes. Nachbargemeinden sind Eperjes, Árpádhalom und Nagymágocs.

## Geschichte
Im 15. Jahrhundert ließ János Maróthy eine Kirche zum Gedenken an den Heiligen Fábián und den Heiligen Sebestyén errichten, die auch Namensgeber für den Ort waren. Von der Kirche genannt Pusztatemplom sind heute nur noch Mauerreste vorhanden, da sie ebenso wie der Ort während der Türkeninvasion zerstört wurde. Mitte des 19. Jahrhunderts begann eine allmähliche Wiederbesiedlung. Die Bewohner betrieben hauptsächlich Ackerbau und Viehzucht. Im Jahr 1907 gab es in der damaligen Kleingemeinde 153 Häuser und 1053 Einwohner auf einer Fläche von 9203 Katastraljochen. Sie gehörte zur damaligen Zeit zum Bezirk Tiszántúl im Komitat Csongrád. Von 1941 bis 1943 entstanden als Modellprojekt im Rahmen der Förderung bedürftiger Bevölkerungsgruppen in der Gemeinde 200 Einfamilienhäuser, eine Schule und ein Kindergarten.

## Sport
2015 fanden hier die Weltmeisterschaften im Zweispänner-Fahren statt.

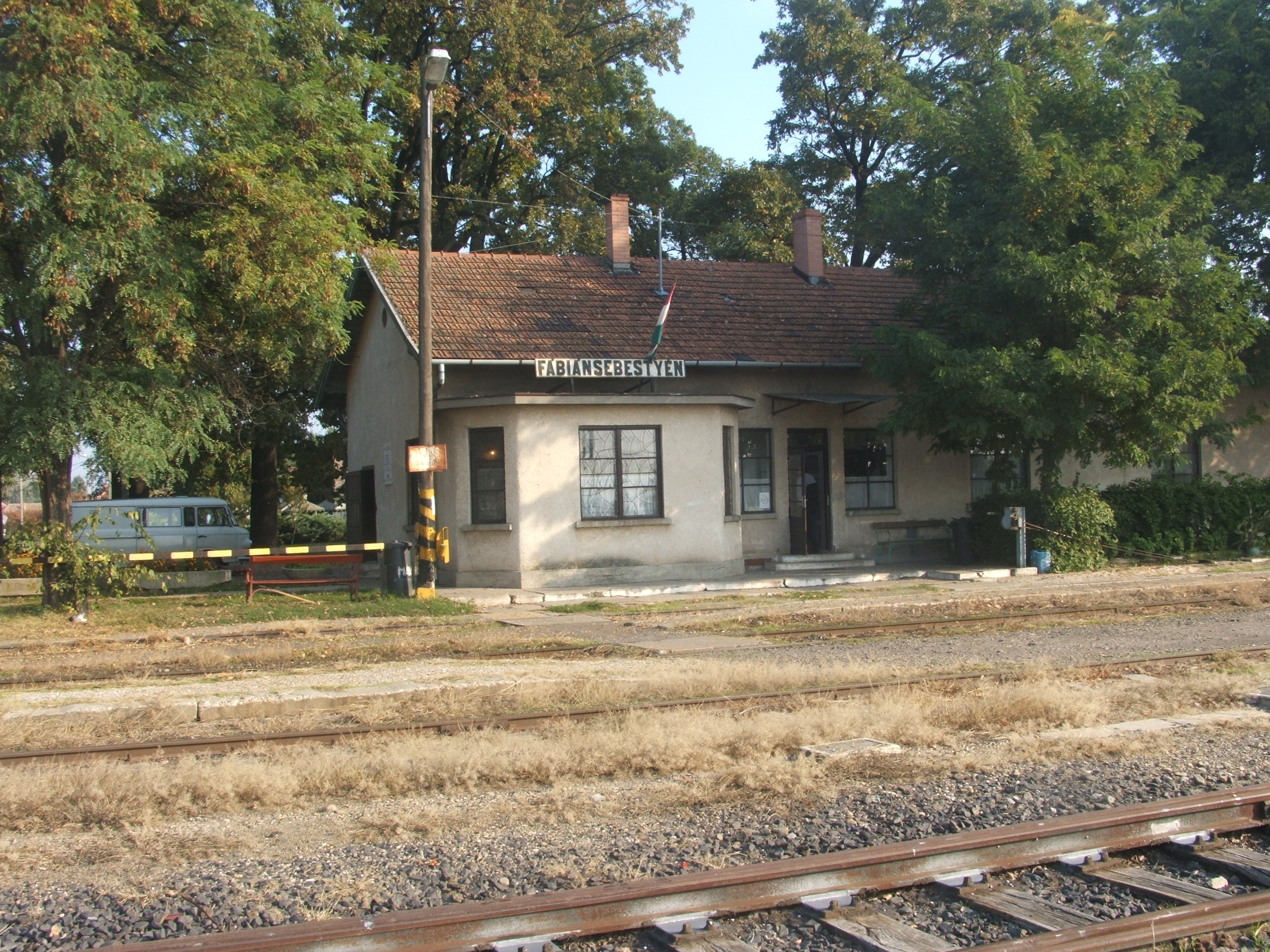
Bahnhof Fábiánsebestyén

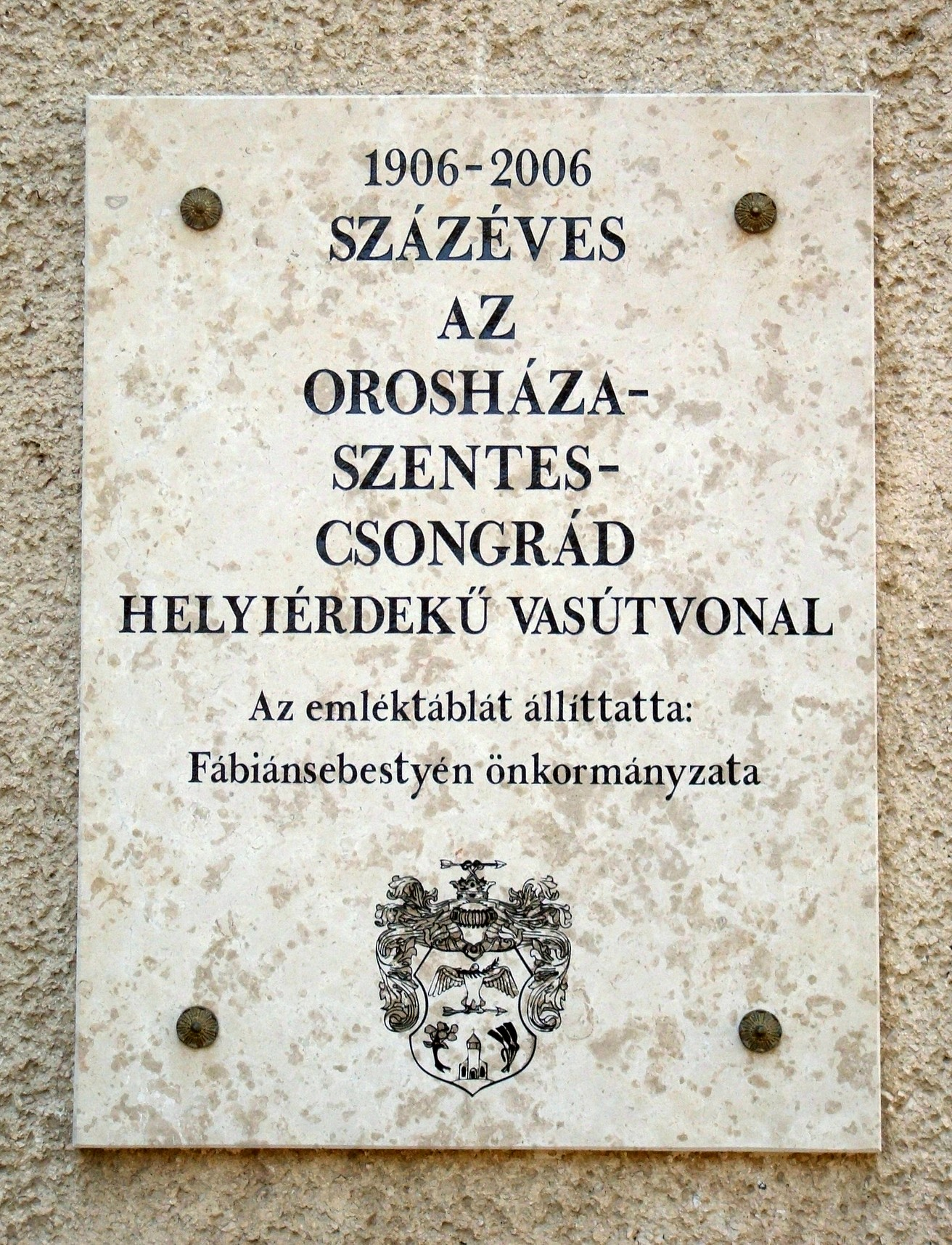
Gedenktafel zum 100-jährigen Bestehen der Eisenbahnlinie Orosháza–Szentes–Csongrád

## Sehenswürdigkeiten
- Holzskulpturenpark mit Werken von Lajos Cseh
- János-Arany-Büste, erschaffen 1963 von Kristóf Kelemen
- Reformierte Kirche
- Römisch-katholische Kirche Szent Erzsébet, erbaut 1931
  - In der Kirche befinden sich Fenster, die von dem Glaskünstler József Perlaki gestaltet wurden.
- Skulptur Anya gyermekével, erschaffen 1975 von Valéria Tóth
- Skulptur Mackók, erschaffen 1971 von Katalin Samu
- Weltkriegsdenkmal (II. világháborús emlékmű)
- Windmühle

## Verkehr
Durch Fábiánsebestyén verläuft die Landstraße Nr. 4642, von der die Landstraße Nr. 4403 nach Eperjes und die Landstraße Nr. 4449 nach Árpádhalom abzweigen. Es bestehen Busverbindungen nach Szentes sowie Zugverbindungen nach Orosháza und Szentes.